# Chrysiridia
Chrysiridia — род бабочек из семейства Урании, Включает 2 вида, распространённых на территории Африки и Мадагаскара.

## Кормовые растения гусениц
Гусеницы питаются исключительно растениями рода Omphalea.

## Виды
Род насчитывает всего 2 вида:
- Chrysiridia croesus Gerstaecker, 1871 — Восточная Африка
- Урания мадагаскарская (Chrysiridia rhipheus) (Drury, 1773) — Мадагаскар